# Curry paradoxonja
Curry paradoxonja a naiv halmazelméletben és a matematikai logikában működő paradoxon, amely segítségével tetszőleges állítás levezethető egy önhivatkozó definíció és néhány látszólag ártalmatlan levezetési szabály segítségével. Nevét kitalálójáról, Haskell Curry matematikusról kapta.
A paradoxont sokszor Löb paradoxonjaként is emlegetik M. H. Löb után.

## Természetes nyelven
Curry paradoxonjának természetes nyelvi megfelelője valahogy így hangzik:
| Ha ennek a doboznak a tartalma igaz, akkor a Mikulás létezik. |
Tegyük fel, hogy a doboz tartalma igaz. Ha igaz, akkor elfogadjuk, amit állít, miszerint: ha a doboz tartalma igaz, akkor a Mikulás létezik. Ebből, és abból a feltevésből, hogy a doboz tartalma igaz, logikusan következik, hogy a Mikulás létezik.
Ezzel a levezetéssel beláttuk, hogy abból a kiindulófeltételből, hogy „a doboz tartalma igaz” következik, hogy „a Mikulás létezik”. Ez a következtetés viszont pontosan az, amit a doboz tartalma állít. Tehát: a doboz igazat állít! Akkor viszont valóban létezik a Mikulás.
Figyeljük meg, hogy a levezetésben sehol nem használtuk ki, hogy mi a következtetés második tagmondat (konklúziója): a Mikulás létezése helyett akármi mást is ugyanígy levezethettünk volna, függetlenül attól, hogy igaz-e vagy sem.

## A logika nyelvén
Jelöljük Y-nal a bizonyítandó állítást (a példa esetében: „a Mikulás létezik”). Legyen X a dobozban szereplő állítás, amely szerint Y következik saját maga (azaz X) igazságából. A logika nyelvén ez így írható le: X = (X → Y). Látható, hogy X-et saját maga felhasználásával definiáltuk.
A bizonyítás lépései:
1. X → X
azonosság, minden állítás következik saját magából
2. X → (X → Y)
1 jobb oldalának behelyettesítése X definíciója alapján (X = X → Y)
3. X → Y
2-ből összevonással
4. X
3 behelyettesítése X definíciója alapján (X = X → Y)
5. Y
3-ból és 4-ből a modus ponens szabály alkalmazásával

A levezetés egy speciális esete, amikor Y önmagában is ellentmondás, azaz X = (X → false), vagy ekvivalens alakban X = ¬X. Amit ekkor kapunk, az pont a hazug paradoxona (X azt állítja, hogy „nem X”, vagyis azt állítom, hogy hazudok).

## A naiv halmazelméletben
A paradoxont akkor is fel tudjuk állítani, ha a matematikai logika megtiltja önhivatkozó állítások kimondását, mégpedig a naiv, tetszőleges halmazok létrehozását megengedő halmazelméletben.
{\displaystyle X\equiv {x|(x\in x)\to Y}.}
Azaz X azon x halmazoknak a halmaza, amelyekre igaz, hogy abból, hogy tartalmazzák önmagukat, következik Y.
A bizonyítás a következő:
1. {\displaystyle (X\in X),{\text{ha}}((X\in X)\to Y)}
x = X behelyettesítéssel, X definíciójából
2. {\displaystyle (X\in X)\to ((X\in X)\to Y)}
1-ből
3. {\displaystyle (X\in X)\to Y}
2-ből összevonással
4. {\displaystyle ((X\in X)\to Y)\to (X\in X)}
1-ből
5. {\displaystyle X\in X}
3-ból és 4-ből, modus ponens
6. {\displaystyle Y}
3-ból és 5-ből, modus ponens

Ismét egy híres speciális esetet kapunk abban az esetben, ha Y ellentmondás. Ekkor {\displaystyle X\equiv \left\{x|(x\in x)\to false\right\}}, vagy másképp {\displaystyle X\equiv \left\{x|(x\notin x)\right\}}, azon halmazok halmaza, amelyek nem tartalmazzák önmagukat. Az ebből kapott paradoxon pedig nem más, mint a Russell-paradoxon.

## Elemzés
Curry paradoxonja bármilyen nyelven leírható, amely eleget tesz a következő feltételeknek:
1. Képes legyen saját magukra hivatkozó, saját magukról állításokat megfogalmazó mondatok leírására (mint például „ez a mondat”);
2. A nyelvben kell, hogy legyen igaz érték, amely egyes mondatokhoz hozzárendelhető (legyen értelme arról beszélni, hogy egy mondat igaz-e vagy sem);
3. A nyelvben érvényes kell, hogy legyen az összevonás szabálya (durván megfogalmazva: egy feltételezést tetszőlegesen sokszor szabad legyen felhasználni);
4. A nyelvben érvényesnek kell lennie az azonosság („ha A akkor A”) és a modus ponens („A”-ból és „ha A, akkor B”-ből következik „B”) szabályainak.

Ehelyett a négy feltétel helyett más, részben átfedő feltételhalmazok is megadhatók. A természetes nyelvek minden esetben eleget tesznek ezeknek a kívánalmaknak. A matematikai logika ugyanakkor általában nem enged meg önhivatkozó állításokat, bár Gödel nemteljességi tételének egyik alapköve épp annak bizonyítása, hogy ez körmönfont módon mégiscsak megoldható.

Figyelemre méltó, hogy ez a paradoxon a hazug és Russell paradoxonjaival ellentétben nem épít a negációra, ezért nem számít, hogy az adott nyelven pontosan mit is értünk egy állítás negáltja alatt. (A hazug paradoxonban például az okoz problémát, hogy mi is pontosan az „én hazudok” állítás ellentéte: „sosem hazudok”, vagy „nem mindig hazudok”.)
Curry paradoxonja sok problémát okoz a logika művelőinek, mert a másik két említett paradoxonnal szemben egyelőre nincs egyszerű és széles körben elfogadott feloldása. Nem eldöntött, hogy az ilyen állítás egyszerűen legyen megtiltva (és ha igen, pontosan milyen formában), vagy tekintsék értelmetlennek, esetleg ártalmatlannak, vagy pedig valódi problémára mutat rá, és esetleg revideálnunk kell az igazság fogalmáról alkotott képünket.